# Marolles-en-Brie (Val-de-Marne)
 Marolles-en-Brie é uma comuna francesa na região administrativa da Ilha-de-França, no departamento de Val-de-Marne. Estende-se por uma área de 4,59 km². Em 2015 a comuna tinha 4 772 habitantes.

## Toponímia
Uma antiga menção à localidade é: Marrolas 1190.

## História
A terra senhorial pertencia, em 1088, a Dreux III de Mellot, arquidiácono da igreja de Paris. Ele a deu em 1097 para religiosas, e a construíram um priorado que ainda existia na Revolução.

## Demografia
| 1793 | 1800 | 1806 | 1821 | 1831 | 1836 | 1841 | 1846 | 1851 |
| ---- | ---- | ---- | ---- | ---- | ---- | ---- | ---- | ---- |
| 140  | 185  | 228  | 218  | 235  | 233  | 250  | 250  | 249  |

| 1856 | 1861 | 1866 | 1872 | 1876 | 1881 | 1886 | 1891 | 1896 |
| ---- | ---- | ---- | ---- | ---- | ---- | ---- | ---- | ---- |
| 209  | 219  | 249  | 225  | 211  | 238  | 215  | 214  | 214  |

| 1901 | 1906 | 1911 | 1921 | 1926 | 1931 | 1936 | 1946 | 1954 |
| ---- | ---- | ---- | ---- | ---- | ---- | ---- | ---- | ---- |
| 234  | 234  | 250  | 253  | 281  | 318  | 276  | 244  | 311  |

| 1962 | 1968 | 1975 | 1982  | 1990  | 1999  | - | - | - |
| --- | ---- | ---- | ----- | ----- | ----- | - | - | - |
| 309 | 493  | 501  | 1 501 | 4 606 | 5 191 | - | - | - |
| Para os censos de 1962 a 2006 a população legal corresponde à popolução sem duplicidades, segundo define o INSEE. |      |      |       |       |       |   |   |   |